# Sigourney Weaver
Susan Alexandra Weaver (Manhattan, Nueva York, 8 de octubre de 1949), más conocida como Sigourney Weaver, es una actriz estadounidense de cine, televisión y teatro. 
Ha sido candidata a los Premios Óscar y a los Premios del Sindicato de Actores. Ha sido ganadora de dos Globo de Oro en las categorías de mejor actriz en drama y mejor actriz de reparto, de varios Saturn Awards (Aliens y Avatar) y de un BAFTA a la mejor actriz de reparto. Es conocida por sus intervenciones como la teniente Ellen Ripley en varias películas de la saga de Alien: Alien, el octavo pasajero (1979), Aliens (1986), Alien 3 (1992) y Alien: resurrección (1997). Ha participado también en otras películas tan recordadas como Avatar (2009), Los cazafantasmas (1984), Gorilas en la niebla (1988), Working Girl (1988), Copycat (1994), La tormenta de hielo (1997), Snow White: A Tale of Terror (1997), y The Village (2004). También es conocida como la «reina de la ciencia ficción».

## Biografía
Nació en el Leroy Hospital, hija de Pat Weaver, un productor ejecutivo de televisión, y de Elizabeth Inglis, una actriz británica que dejó a un lado su carrera para cuidar y hacerse cargo de su marido e hijos. En su familia también destaca su tío, el actor y comediante Doodles Weaver. Vivió en numerosos lugares durante su infancia. A la edad de trece años ya tenía una altura que era superior a la del resto, siendo motivo para que sus compañeros de clase se burlaran de ella.
En 1962 su familia se mudó a San Francisco, una experiencia nada agradable para ella. Posteriormente se mudaron al este de Connecticut, donde se matriculó en la Ethel Walker School, teniendo los mismos problemas que en el anterior colegio. En 1963 cambió su nombre por Sigourney, después de leer The Great Gatsby escrita por F. Scott Fitzgerald. Actuó en algunas de las obras teatrales del colegio y en 1965 trabajó como actriz en una troupe. Se graduó en el colegio en 1967 y estuvo durante un período de tiempo en Israel, donde conoció al reportero Aaron Lathmane, con quien se comprometió, aunque rompieron su relación poco más tarde.
Ya en 1969 se matriculó en literatura inglesa en la Stanford University. Cuando terminó sus estudios, entró en la Yale School of Drama en Nueva York, donde consiguió su debut en teatro en 1973. El 1 de octubre de 1984 contrajo matrimonio con Jim Simpson, con quien tiene una hija, Charlotte Simpson, nacida el 13 de abril de 1990. Habla varios idiomas, entre ellos el francés y el alemán. Actualmente reside en la ciudad de Nueva York o en Santa Bárbara.

## Carrera
Su debut cinematográfico se produjo con el filme de Woody Allen Annie Hall (1977) en la que interpretaba un pequeño personaje al lado de Allen. Dos años más tarde la actriz apareció como la teniente Ripley en la primera parte de la saga Alien, titulada Alien (1979). Repitió el personaje en tres secuelas, Aliens (1986), Alien 3 (1992) y Alien Resurrection (1997), siendo también productora de las dos últimas. El crítico Roger Ebert expresó, a raíz de su participación en la película dirigida por James Cameron, que «Weaver, que está en pantalla la mayoría del tiempo, realiza una fuerte y simpática interpretación. Ella es el hilo que lo mantiene todo unido». Fue candidata al Óscar a la mejor actriz, convirtiéndose en una de las pocas actrices que han conseguido una candidatura a dicho premio por una película de terror. Prosiguió su carrera con las exitosas Ghostbusters (1984) y su secuela, Ghostbusters II (1989). En ambas películas coincidió con Bill Murray, Dan Aykroyd y Rick Moranis.

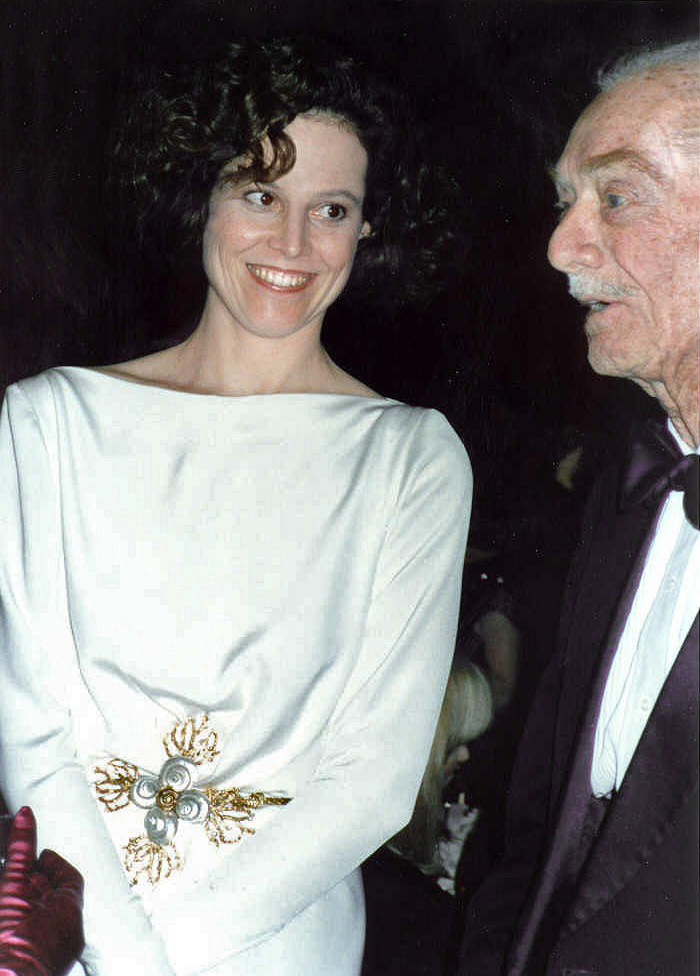
Sigourney Weaver y su padre Pat Weaver en 1989.

Al final de la década interpretó dos de los papeles mejor valorados de su carrera profesional, ambos en 1988, en la comedia Working Girl, con Harrison Ford y Melanie Griffith, y en el drama Gorilas en la niebla, como Dian Fossey. Sobre su interpretación como Fossey el crítico Emanuel Levy comentó «Sigourney Weaver realiza una imponente interpretación, digna de Óscar». Ganó el Globo de Oro por ambas interpretaciones, en las categorías de mejor actriz de reparto y mejor actriz en drama, respectivamente; y consiguió nuevas candidaturas a los Premios Óscar como mejor actriz y mejor actriz de reparto, siendo una de las pocas intérpretes que consigue en un mismo año dos nominaciones. En la década de 1990 apareció en películas como Copycat (1995) en la que interpretaba a Helen Hudson que padecía de agorafobia; o en La tormenta de hielo (1997), dirigida por Ang Lee y por la cual ganó una nueva candidatura al Globo de Oro como mejor actriz de reparto y ganó el BAFTA en la misma categoría. Le siguieron A Map of the World (1999), con Julianne Moore, por la que fue de nuevo candidata al Globo de Oro. Dan Lybarger señaló que «Sigourney Weaver está excelente, incluso cuando la película es demasiado formal»” Posteriormente protagonizó la comedia Heartbreakers (2001), compartiendo cartel con Jennifer Love Hewitt y Gene Hackman. En 2004 intervino en la cinta de M. Night Shyamalan The Village. Años más tarde formó parte del reparto coral del drama Infamous (2006) dirigido por Douglas McGrath, en la que interpretaba a Babe Paley, íntima amiga de Truman Capote, en cuyo reparto también estaban Sandra Bullock, Toby Jones o Gwyneth Paltrow.

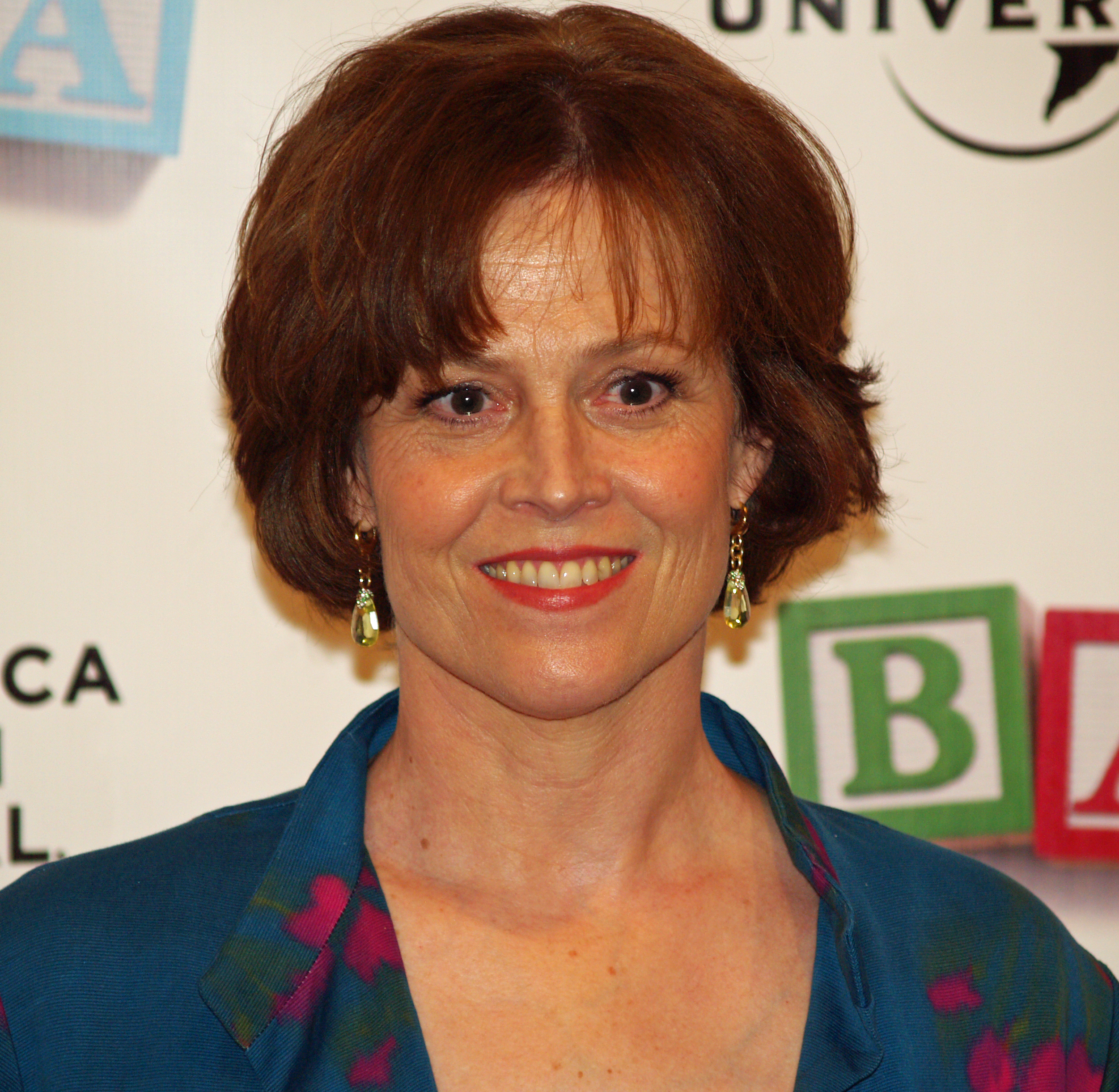
Sigourney Weaver en 2008 en el estreno de Baby Mama.

Rodó en España, en la ciudad castellanoleonesa de Salamanca, la cinta de acción Vantage Point (2008), junto a Dennis Quaid y Matthew Fox. Ese mismo año prestó su voz al ordenador de la nave Axiom en el filme animado WALL·E, que ganó el Óscar a la mejor película de animación.
Al año siguiente recibió nominaciones al Globo de Oro a la mejor actriz de miniserie o telefilme, al Emmy a la mejor actriz protagonista de miniserie o telefilme y al Premio del Sindicato de Actores a la mejor actriz de miniserie o telefilme por el telefilme Prayers for Bobby (2009). También en 2009 volvió a trabajar a las órdenes de James Cameron en el filme más taquillero de la historia del cine, Avatar, con más de 2 700 millones de dólares recaudados internacionalmente. Intervino en la comedia You Again (2010), donde trabajó con Jamie Lee Curtis y Betty White, de la que el crítico cinematográfico Lou Lumenick dijo: «You Again podría ser enseñada en las escuelas de cine como ejemplo de cómo no hacer una película. Y de cómo no humillar a los actores veteranos.»

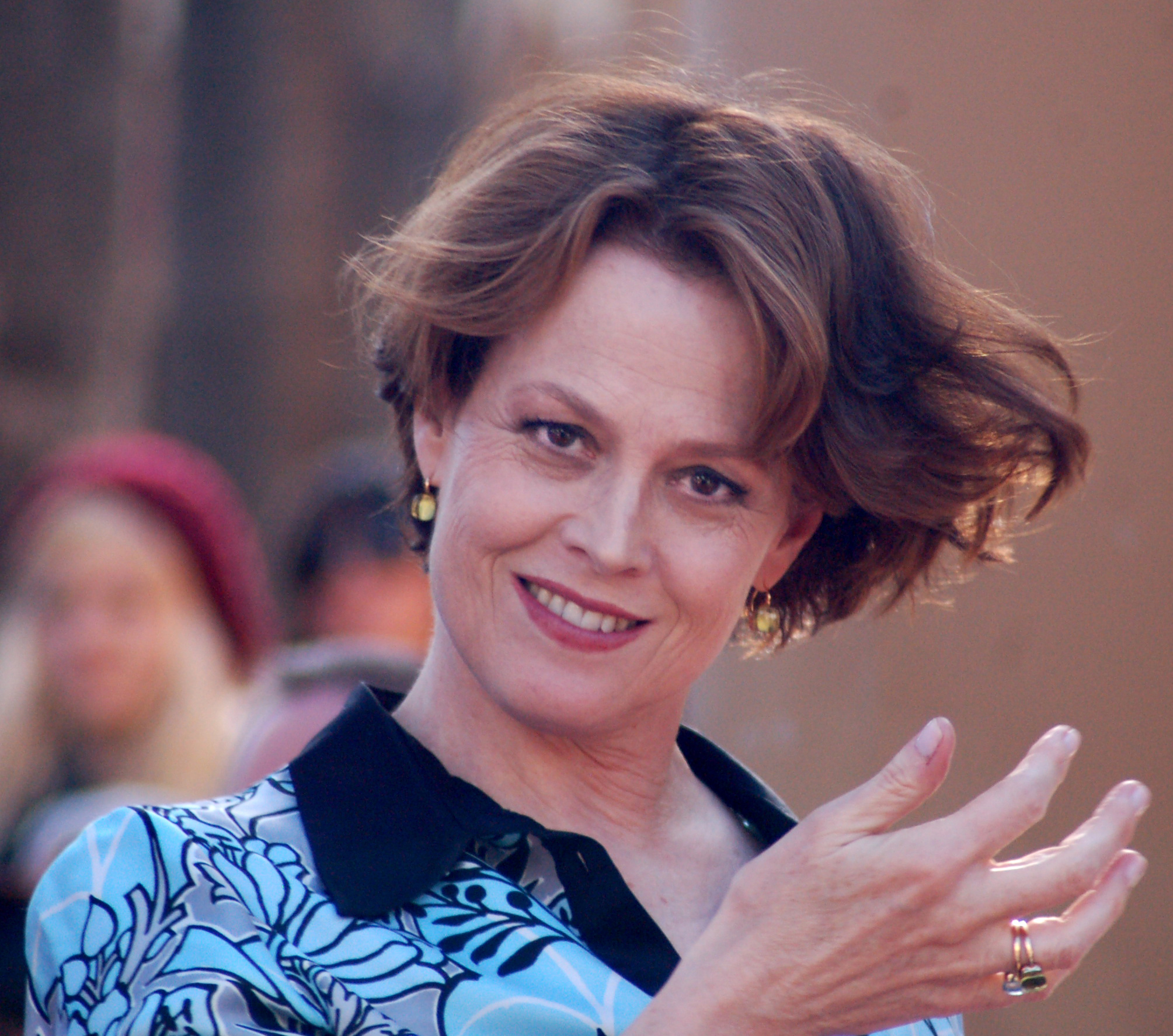
Sigourney Weaver en diciembre de 2009.

El 23 de septiembre de 2011 se estrenó la cinta de acción Abduction, protagonizada por Taylor Lautner, en la que interpretó a la Dra. Bennett. A finales de 2011 interviene en la película cómica Vamps en la que también aparece Alicia Silverstone. En 2012 estrenó la cinta de acción Rampart, con Woody Harrelson, The Cold Light of Day, junto a Bruce Willis, y el filme dirigido por el español Rodrigo Cortés titulado Red Lights, en cuyo reparto están Robert De Niro y Cillian Murphy. También protagonizó la miniserie Political Animals, emitida por la cadena USA Network entre julio y agosto de aquel año.
En 2014 retomó el papel de Ripley por primera vez en 17 años poniendo su voz en el videojuego Alien: Isolation y confirma que aparecerá en las tres secuelas de Avatar, de James Cameron. En 2014 Weaver apareció en el filme Exodus: Gods and Kings, en el papel de Tuya, junto a Christian Bale, Joel Edgerton y Ben Kingsley.
En la Comic Con de Nueva York celebrada en octubre de 2016 se confirmó que participará en Marvel's The Defenders, que se estrenó en agosto de 2017.
En 2023, protagonizó y fue productora ejecutiva de la miniserie australiana Las flores perdidas de Alice Hart.
En la edición de los Premios Goya de 2024, recibió el Goya Internacional por toda su carrera en el mundo del Cine, y dio las gracias especialmente a la actriz de doblaje que ha puesto durante años la voz de ella traducida al español, María Luisa Solá.

## Vida personal
Weaver lleva casada con el director de escena Jim Simpson desde el 1 de octubre de 1984. Viven en Manhattan y tienen un hijo nacido en 1990. Juntos, la pareja fundó The Flea Theatre en 1996.
Después de hacer Gorillas in the Mist, Weaver se convirtió en miembro del Dian Fossey Gorilla Fund y, más tarde, en su presidente honorario. Fue honrada por el Explorers Club por este trabajo y es considerada una defensora del medio ambiente y la lucha por el cambio climático. En octubre de 2006, llamó la atención internacional a través de una conferencia de prensa al comienzo de una deliberación política de la Asamblea General de las Naciones Unidas. Destacó la amenaza generalizada que supone para los hábitats oceánicos la pesca de arrastre en aguas profundas, un método industrial para capturar peces.

## Filmografía
| Cine |                                |                                              |
| Año  | Título                         | Papel                                        |
| 1977 | Annie Hall                     | Cita de Alvy Singer                          |
| 1978 | Madman                         | Gale                                         |
| 1979 | Alien, el octavo pasajero      | Ellen Ripley                                 |
| 1981 | Eyewitness                     | Tony Sokolow                                 |
| 1982 | The Year of Living Dangerously | Jill Bryant                                  |
| 1983 | El contrato del siglo          | Catherine DeVoto                             |
| 1984 | Los cazafantasmas              | Dana Barrett                                 |
| 1985 | Une femme ou deux              | Jessica Fitzgerald                           |
| 1986 | Aliens                         | Ellen Ripley                                 |
| 1986 | La calle de la Media Luna      | Lauren Slaughter                             |
| 1988 | Gorilas en la niebla           | Dian Fossey                                  |
| 1988 | Working Girl                   | Katharine Parker                             |
| 1989 | Ghostbusters II                | Dana Barrett                                 |
| 1992 | Alien 3                        | Ellen Ripley                                 |
| 1992 | 1492: la conquista del paraíso | Isabel I de Castilla                         |
| 1993 | Dave, presidente por un día    | Ellen Mitchell                               |
| 1994 | La muerte y la doncella        | Paulina Escobar                              |
| 1995 | Jeffrey                        | Debra Moorhouse                              |
| 1995 | Copycat                        | Helen Hudson                                 |
| 1997 | La tormenta de hielo           | Janey Carvey                                 |
| 1997 | Alien: resurrección            | Ellen Ripley                                 |
| 1999 | A Map of the World             | Alice Goodwin                                |
| 1999 | Héroes fuera de órbita         | Gwen DeMarco                                 |
| 2001 | Heartbreakers                  | Angela Nardino / Max Conners / Ulga Yevanova |
| 2002 | The Guys                       | Joan                                         |
| 2003 | Holes                          | Louise "The Warden" Walker                   |
| 2004 | Héroes imaginarios             | Sandy Travis                                 |
| 2004 | The Village                    | Alice Hunt                                   |
| 2006 | Snow Cake                      | Linda Freeman                                |
| 2007 | The Girl in the Park           | Julia                                        |
| 2008 | Vantage Point                  | Rex Brooks                                   |
| 2008 | Baby Mama                      | Chaffee Bicknell                             |
| 2008 | WALL·E                         | Computadora de la Axioma                     |
| 2008 | The Tale of Despereaux         | Narradora                                    |
| 2009 | Plegarias para Bobby           | Mery Griffith                                |
| 2009 | Avatar                         | Dra. Grace Augustine                         |
| 2010 | You Again                      | Ramona                                       |
| 2010 | Crazy on the Outside           | Viki                                         |
| 2011 | Abduction                      | Dra. Bennett                                 |
| 2011 | Paul                           | el Grandote                                  |
| 2012 | Red Lights                     | Margaret Matheson                            |
| 2012 | The Cabin in the Woods         | La Directora                                 |
| 2012 | The Cold Light of Day          | Jean Carrack                                 |
| 2012 | Vamps                          | Cisserus                                     |
| 2014 | Exodus: Gods and Kings         | Tuya                                         |
| 2014 | My Depression                  | Voz                                          |
| 2015 | Chappie                        | Michelle Bradley                             |
| 2016 | Un monstruo viene a verme      | Abuela                                       |
| 2016 | Cazafantasmas                  | Dra. Rebecca Gorin                           |
| 2016 | The Assignment                 | Dra. Rachel Jane                             |
| 2020 | My Salinger Year               | Margaret                                     |
| 2021 | Ghostbusters: Afterlife        | Dana Barrett                                 |
| 2022 | The Good House                 | Hildy Good                                   |
| 2022 | Avatar: The Way of Water       | Kiri Sully / Dra. Grace Augustine            |
| 2022 | Master Gardener                | Norma Haverhill                              |
| 2022 | Call Jane                      | Virginia                                     |
| 2025 | El abismo secreto              | Bartholomew                                  |

| Televisión |                                         |                                |                                                             |               |
| Año        | Título                                  | Papel                          | Notas                                                       | Ref.          |
| 1976       | Somerset                                | Avis Ryan                      | 1 episodio                                                  | [ 33 ]        |
| 1986, 2010 | Saturday Night Live                     | Ella misma (presentadora)      | 2 episodios                                                 | [ 34 ] [ 35 ] |
| 1997       | Snow White: A Tale of Terror            | Lady Claudia Hoffman           | Nominada Premios SAG Nominada Premios Emmy                  | [ 36 ]        |
| 2002       | Futurama                                | The Female Planet Express Ship | Papel de voz Episodio: "Love and Rocket"                    | [ 37 ]        |
| 2008       | Eli Stone                               | Terapeuta                      | Episodio: "The Path"                                        | [ 38 ]        |
| 2009       | Prayers for Bobby (Plegarias por Bobby) | Mary Griffith                  | Nominada Premios SAG Nominada Premios Emmy                  | [ 39 ]        |
| 2012       | Political Animals                       | Elaine Barrish                 | 6 episodios                                                 | [ 40 ]        |
| 2015       | Penn Zero: Part-Time Hero               | Lady Starblaster               | Papel de voz Episodio: "Lady Starblaster"                   | [ 41 ]        |
| 2015, 2017 | Doc Martin                              | Beth Traywick                  | 2 episodios                                                 | [ 42 ]        |
| 2017       | The Defenders                           | Alexandra Reid                 | 6 episodios                                                 | [ 43 ]        |
| 2019       | Full Frontal with Samantha Bee          | Ripley                         | Episodio: "Not the White House Correspondents' Dinner 2019" | [ 44 ]        |
| 2019       | The Dark Crystal: Age of Resistance     | Speaker                        | Papel de voz Episodio: "End. Begin. All the Same."          | [ 45 ]        |
| 2020       | Call My Agent!                          | Sigourney Weaver               | Episodio: "Sigourney"                                       | [ 46 ]        |
| 2023       | The Lost Flowers of Alice Hart          | June Hart                      | Miniserie                                                   | [ 22 ]        |

## Premios
Premios Óscar
| Año  | Categoría               | Película             | Resultado |
| ---- | ----------------------- | -------------------- | --------- |
| 1987 | Mejor actriz            | Aliens               | Nominada  |
| 1989 | Mejor actriz            | Gorilas en la niebla | Nominada  |
| 1989 | Mejor actriz de reparto | Working Girl         | Nominada  |

Premios Globo de Oro
| Año  | Categoría                             | Película             | Resultado |
| ---- | ------------------------------------- | -------------------- | --------- |
| 2013 | Mejor actriz de miniserie o telefilme | Political Animals    | Nominada  |
| 2010 | Mejor actriz de miniserie o telefilme | Prayers for Bobby    | Nominada  |
| 2000 | Mejor actriz - Drama                  | A Map of the World   | Nominada  |
| 1997 | Mejor actriz de reparto               | La tormenta de hielo | Nominada  |
| 1988 | Mejor actriz de reparto               | Working Girl         | Ganadora  |
| 1988 | Mejor actriz - Drama                  | Gorilas en la niebla | Ganadora  |
| 1986 | Mejor actriz - Drama                  | Aliens               | Nominada  |

Premios BAFTA
| Año  | Categoría               | Película             | Resultado |
| ---- | ----------------------- | -------------------- | --------- |
| 1990 | Mejor actriz de reparto | Working Girl         | Nominada  |
| 1998 | Mejor actriz de reparto | La tormenta de hielo | Ganadora  |

Premios del Sindicato de Actores
| Año  | Categoría                             | Película                     | Resultado |
| ---- | ------------------------------------- | ---------------------------- | --------- |
| 1998 | Mejor actriz de miniserie o telefilme | Snow White: A Tale of Terror | Nominada  |
| 2010 | Mejor actriz de miniserie o telefilme | Prayers for Bobby            | Nominada  |

Premios Emmy
| Año  | Categoría                             | Película                     | Resultado |
| ---- | ------------------------------------- | ---------------------------- | --------- |
| 1998 | Mejor actriz de miniserie o telefilme | Snow White: A Tale of Terror | Nominada  |
| 2009 | Mejor actriz de miniserie o telefilme | Prayers for Bobby            | Nominada  |

Premios Goya
| Año  | Categoría                 | Película                  | Resultado |
| ---- | ------------------------- | ------------------------- | --------- |
| 2016 | Mejor actriz de reparto   | Un monstruo viene a verme | Nominada  |
| 2024 | Premio Goya Internacional | Premio Goya Internacional | Ganadora  |

Festival Internacional de Cine de San Sebastián
| Año  | Categoría       | Película    | Resultado |
| ---- | --------------- | ----------- | --------- |
| 2016 | Premio Donostia | Trayectoria | Ganadora  |

Premios Saturn
| Año  | Categoría               | Película                  | Resultado |
| ---- | ----------------------- | ------------------------- | --------- |
| 1979 | Mejor actriz            | Alien: el octavo pasajero | Nominada  |
| 1986 | Mejor actriz            | Aliens                    | Ganadora  |
| 1993 | Mejor actriz            | Alien 3                   | Nominada  |
| 1997 | Mejor actriz            | Alien: resurrección       | Nominada  |
| 1999 | Mejor actriz            | Galaxy Quest              | Nominada  |
| 2009 | Mejor actriz de reparto | Avatar                    | Ganadora  |

León de Oro
| Año  | Categoría   | Película    | Resultado |
| ---- | ----------- | ----------- | --------- |
| 2024 | León de Oro | Trayectoria | Ganadora  |